# École centrale de Bucarest
L'École centrale de Bucarest est un établissement d'enseignement qui se trouve à Bucarest.
Initialement, l'École centrale était consacrée à l'éducation des filles appartenant aux élites aristocratiques de Bucarest. Dans cet point de vue, le bâtiment a été construit après une résolution de Barbu Démètre Știrbei en 1851. L'architecture de ce monument historique de Bucarest a été conçu par Ion Mincu,,.

## Bref historique
L'École centrale de Bucarest est une école primaire et lycée qui est située dans le centre de Bucarest en Roumanie. Elle est une des plus anciennes institutions d'éducation de la capitale roumaine aussi. L'institution a été fondée en mars 1851 par le prince Barbu Ştirbei du Valachie comme une école destinée à l'éducation des filles riches provenant de l'aristocratie locale. L'école a été ouverte en 1852,. Le bâtiment lui-même de nos jours fut finalisé en 1890 par Ion Mincu, qui est actuellement considéré comme l'un des plus grands architectes roumains, c'est pourquoi l'Université d'architecture de Bucarest porte son nom. De plus, Mincu a été promoteur du style d'architecture néo-roumain et l'École centrale est un vrai exemple d'un bâtiment de style néo-roumain dans le sud de la Roumanie.

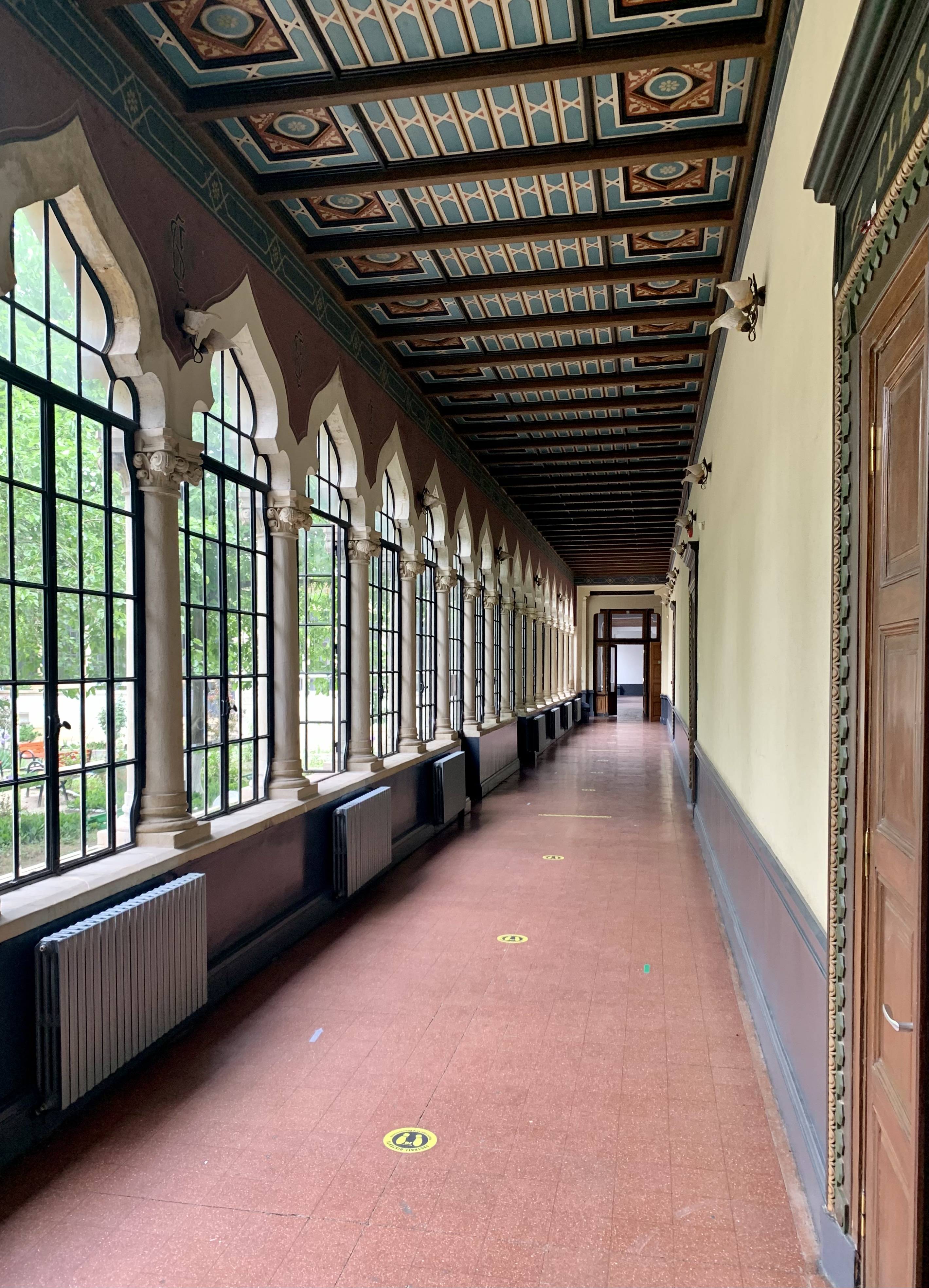
L’intérieur de l'École centrale de Bucarest en 2021

Le monument a un plan rectangulaire, semblable à celui d'un complexe de monastère, avec une cour intérieure entourée par des plusieurs passages. Si jusqu'à 1864 les cours ont été hybrides, le plaçant entre l'école primaire et secondaire, à partir de 1864 il se transforme en école secondaire pendant cinq ans. En 1890, Ion Mincu construit l'actuel bâtiment de l'École centrale, qui jusque-là était hébergé dans la Casa lui Manuc, Casa Turnescu, un des palais Ghica,.

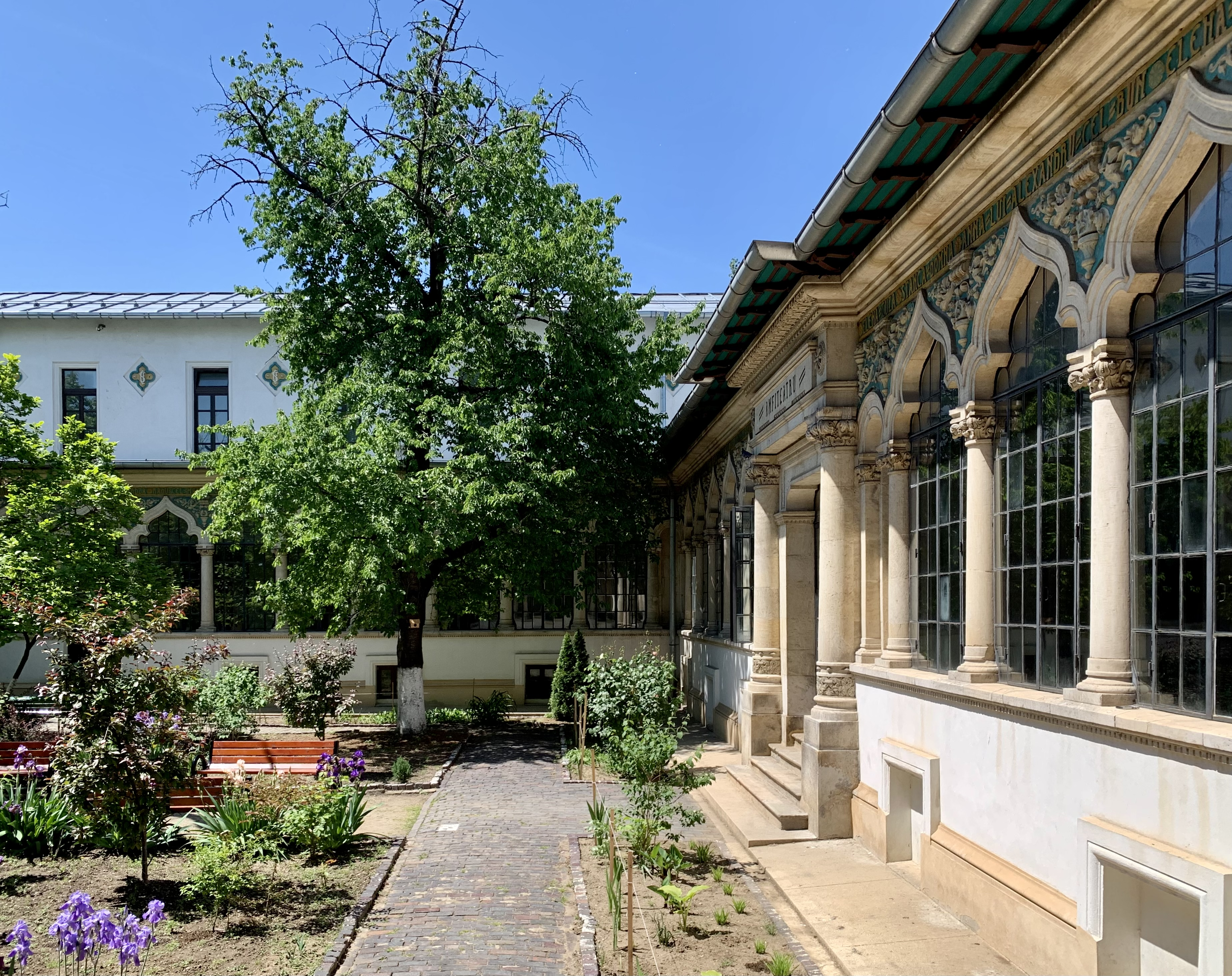
Vue de la cour intérieure

Placé dans le centre de la ville, la construction architecturale d'Ion Mincu est devenue un monument historique local, près de Piața Romană et de la place de l'Université. Dans cette optique, la construction est basée sur un modèle classique avec une cour entourée par des couloirs et galeries. L’architecte roumain Grigore Ionescu a noté dans son œuvre «Architecture en Roumanie au cours des siècles» que l'École centrale est «l’œuvre la plus réussie de Mincu». Le XXe sièclequi  apporte avec lui un changement radical pour l'École centrale, ainsi que pour le monde entier.
Au cours de la Première Guerre mondiale l'école fut transformé en hôpitale puis en poste. Au cours de l'hiver pendant la guerre, le mobilier et tous les matériaux scientifiques ont été brûlés. Les cours ont repris plus tard en septembre 1918. En 1924, l'École centrale a changé de nom en «l'École Secondaire de Filles», second degré et en 1928 celui de Brâncoveanu Marica, après l'épouse du prince Constantin Brâncoveanu.
Après le Seconde Guerre mondiale, quand le Royaume de Roumanie a été remplacé un État communiste conduit initialement par des Soviétiques, les autorités communistes autochtones ont imposé un système éducatif restrictif dans tout le pays. L'École centrale de Bucarest a été donc aussi forcée de changer son nom fréquemment, comme suit: «Liceul de Fete nr. 10», «Școala Medie nr. 1», «Școala Medie nr. 10», «Școala Medie Mixtă Zoia Kosmodemianskaia», «Liceul de Fete nr. 10 Zoia Kosmodemianskaia», «Liceul real-umanist Zoia Kosmodemianskaia», «Liceul de filologie-istorie Zoia Kosmodemianskaia» (nom qu'il gardera jusqu'en 1993),,.

## Style architectural

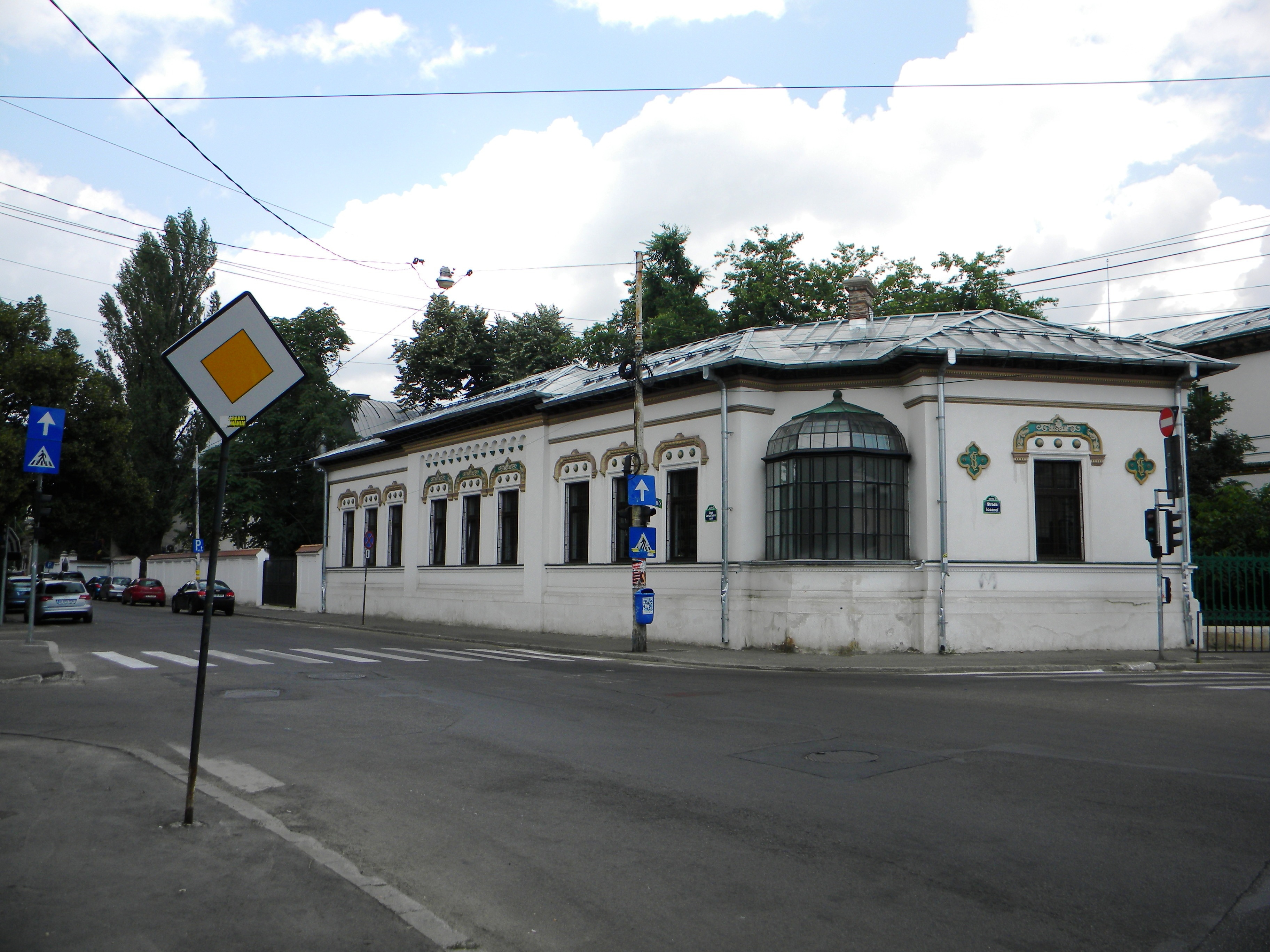
Le corps annexe de la bibliothèque de l'école en 2013

Le monument est basé sur un design classique qui rappelle de l'image et des formes régulières et symétriques de certains monastères de la fin du XVIIe siècle et du début du XVIIIe siècle (Monastère Hurezi ou Monastère Antim),. Le plan est composé de quatre ailes rectangulaires avec chaussée et le premier étage, disposés symétriquement autour de la cour. Le mouvement et l'accession aux toutes les parties de l'école sont faites à travers une série de larges couloirs entourant la cour.

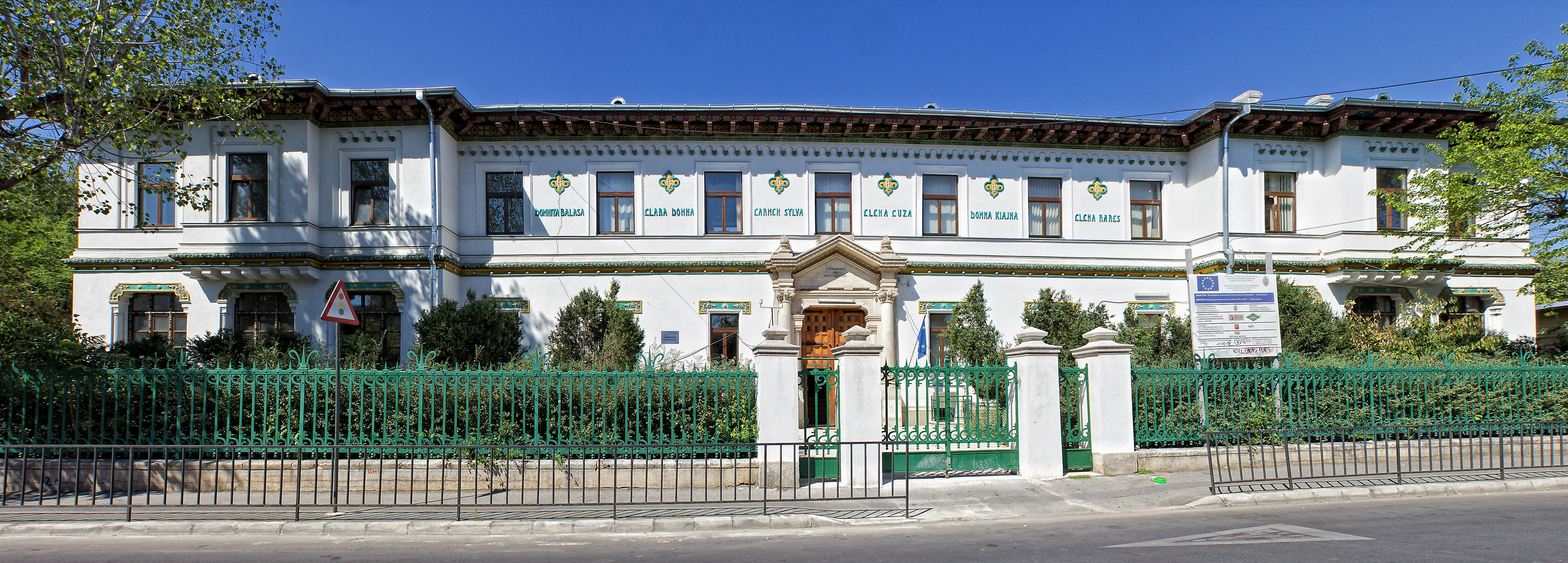
L'École centrale de Bucarest en 2012

Dans le fond de la cour, il y a un petit amphithéâtre et à l'étage se trouve l'embarquement. De plus, la cour est bordée au rez-de-chaussée d'une série continue d'arcade du type accolade de trilobite reposant sur des colonnes de pierre. Le mur au-dessus des arches est tapissé avec des ornements floraux en céramique colorée.
Les façades sont divisées en deux registres via une courroie placée dans le sol de la chaussée et du premier étage. La façade principale a trois importants éléments: un corps central et deux pavillons avec entrée de virage, facilement décrochée, placés dans les ailes latérales d'extension.
Les lignes épurées et les surfaces lisses des façades sont rafraîchies en plusieurs formes et accents. Parmi eux, la colonnade de la cour intérieure avec toutes ses décorations, puis la façade principale en faïence polychrome bande médiane, linteaux de fenêtre et la chaîne continue d'arc reposant sur supports verts vitrage de tuiles sous les combles. De plus, on peut observer aussi quelques sites fenêtre arquée qui rappellent un peu de l’architecture ottomane,,,.

## État legal
L'École centrale de Bucarest est un monument architectural qui a été inclus dans la «Liste des monuments historiques en Roumanie» depuis 2004 avec le code: B-II-mA-18924,,.

## Hymne
Musique par Alexandru Flechtenmacher et paroles de chanson par Ștefania Georgescu.
Azi e zi de fericire pentru cei ce s-au silit;

Azi e zi de mulțumire când e lucrul răsplătit.

Osteneala ne dă fructul de iubire și onor;

Ce-l dorește și avutul și sărmanul muncitor.

Copilița silitoare își așteaptă partea sa;

Gândind vesel că părinții dulce-o vor îmbrățișa

De la mic și pân' la mare bucurie va simți

Însă după desfătare și-ntristarea va veni

Coda:

Căci veni-va despărțirea și destul vom suferi;

Dar să îndepărtăm mâhnirea, viitorul va luci!

## Pédagogie
Ce collège national roumain abrite plusieurs classes. En 2020, il y a eu environ 1 400 élèves qui ont étudié là. Les formations scolaires offertes par l'institution sont les suivantes :
- Profil de sciences exactes: qui est basé principalement sur mathématiques, informatique, physique et biologie;
- Profil de sciences humaines et sociales: qui est basé principalement sur l'histoire, la géographie et la littérature roumaine;
- Profil bilingue roumain-français - une classe avec profil de sciences exactes et l'autre de sciences humaines (chaque classe a également des cours enseigné en français renforcé, selon le cas et l'option individuelle de l'élève pendant la 10e - i.e. L'histoire de la France, La géographie de la France, Physique en français, Mathématiques en français aussi qu'un Module interdisciplinaire biologie-mathématiques);
- Classes d'enseignement linguistique intensif (roumain/anglais).

## Galerie

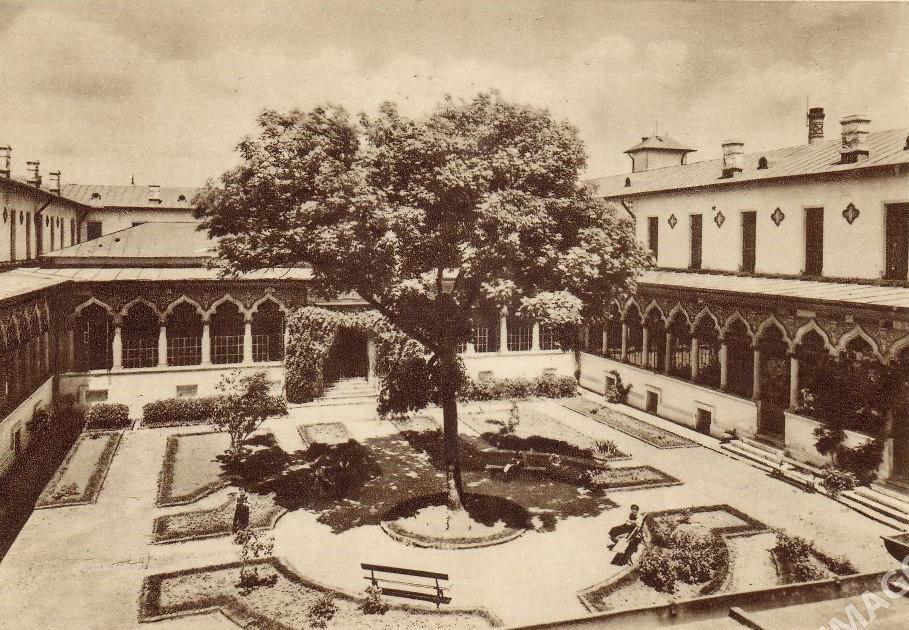
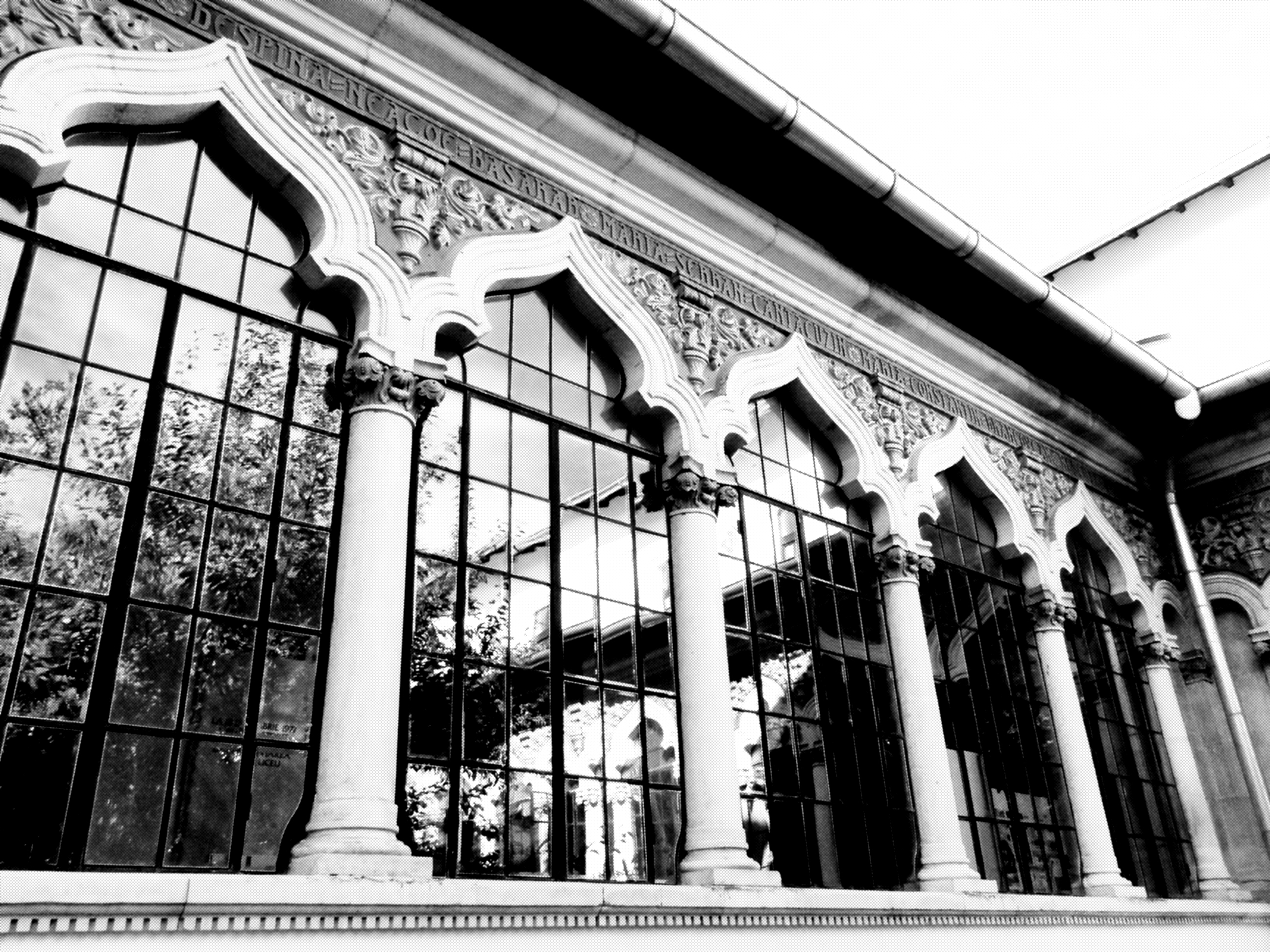
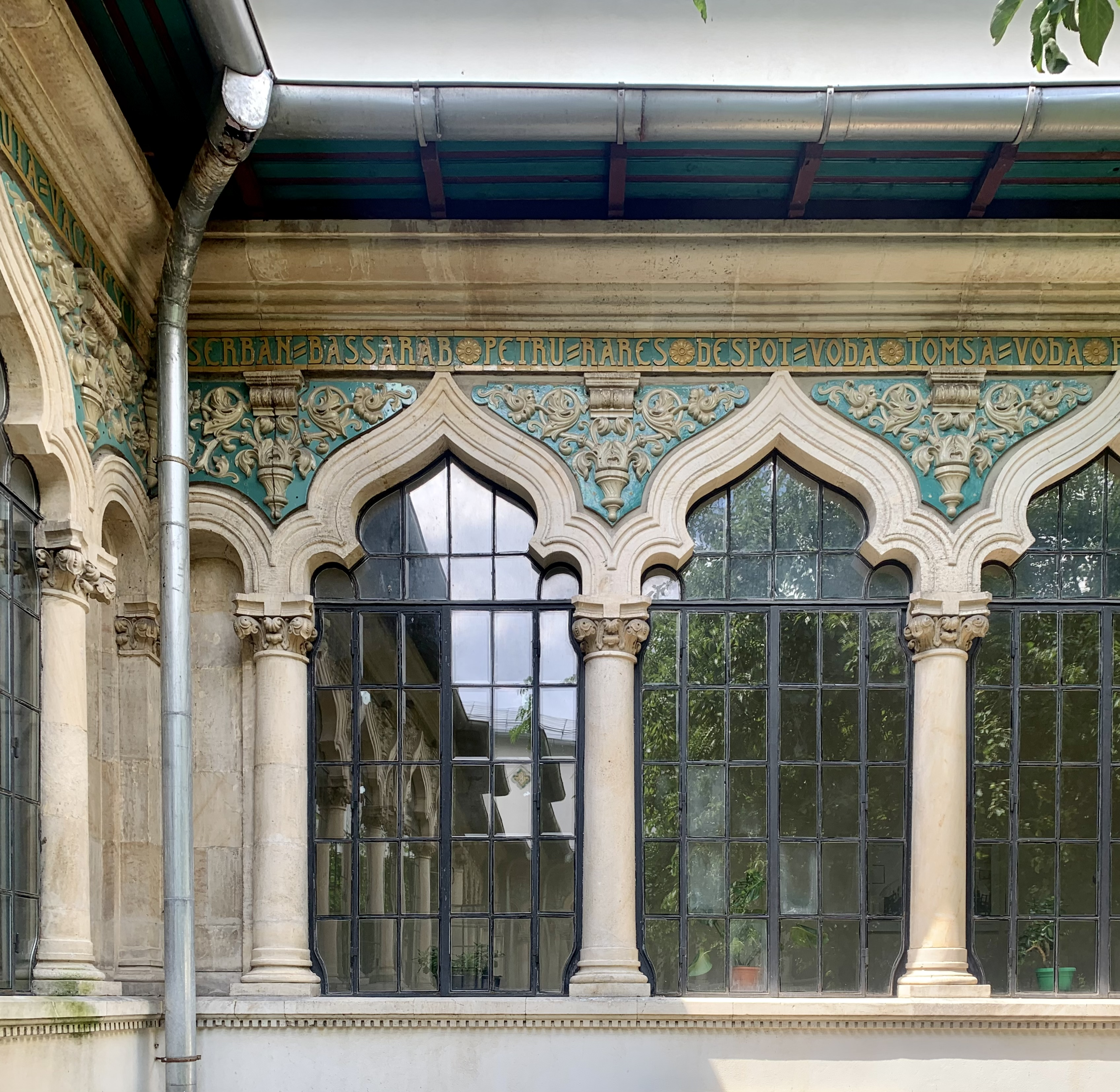
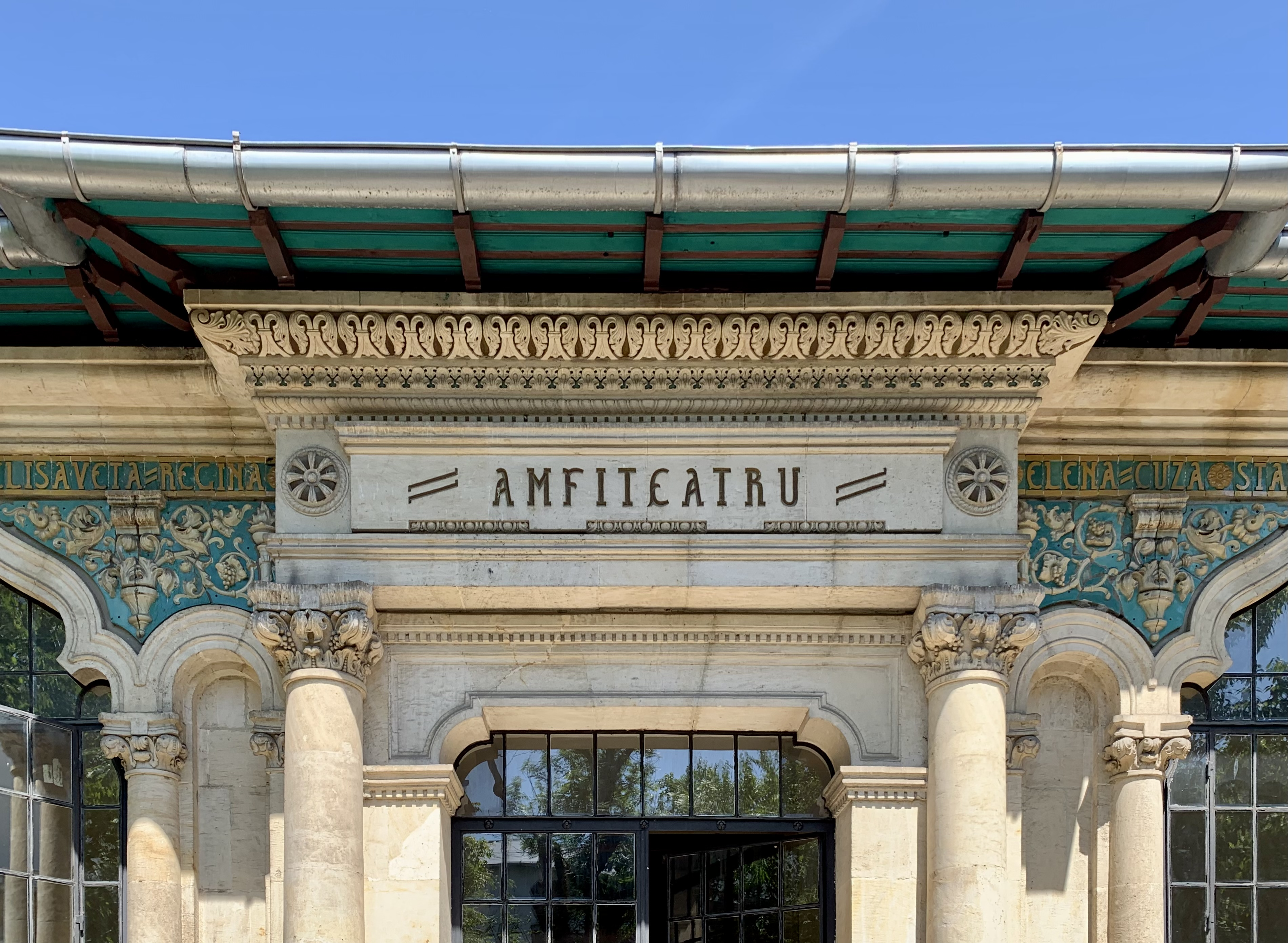
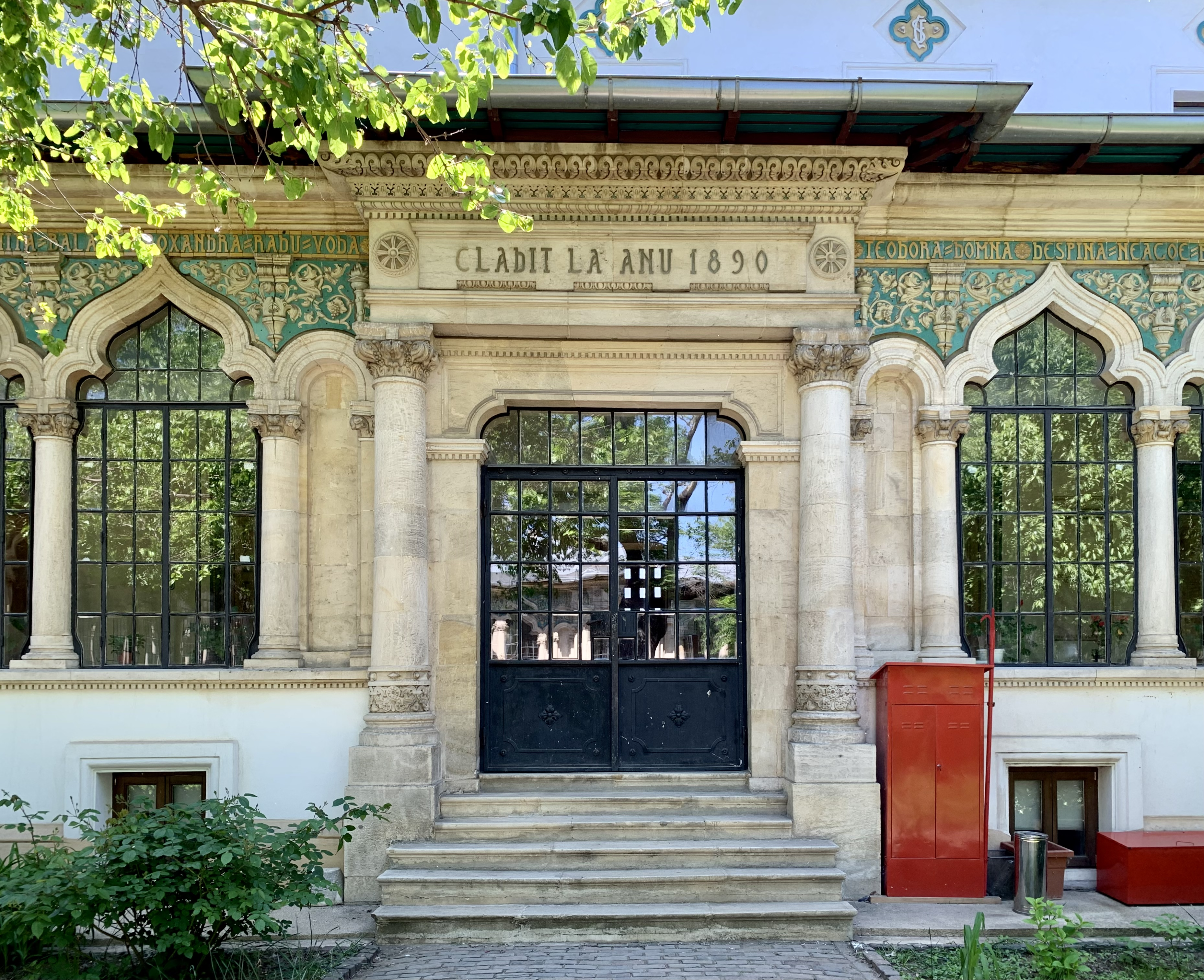
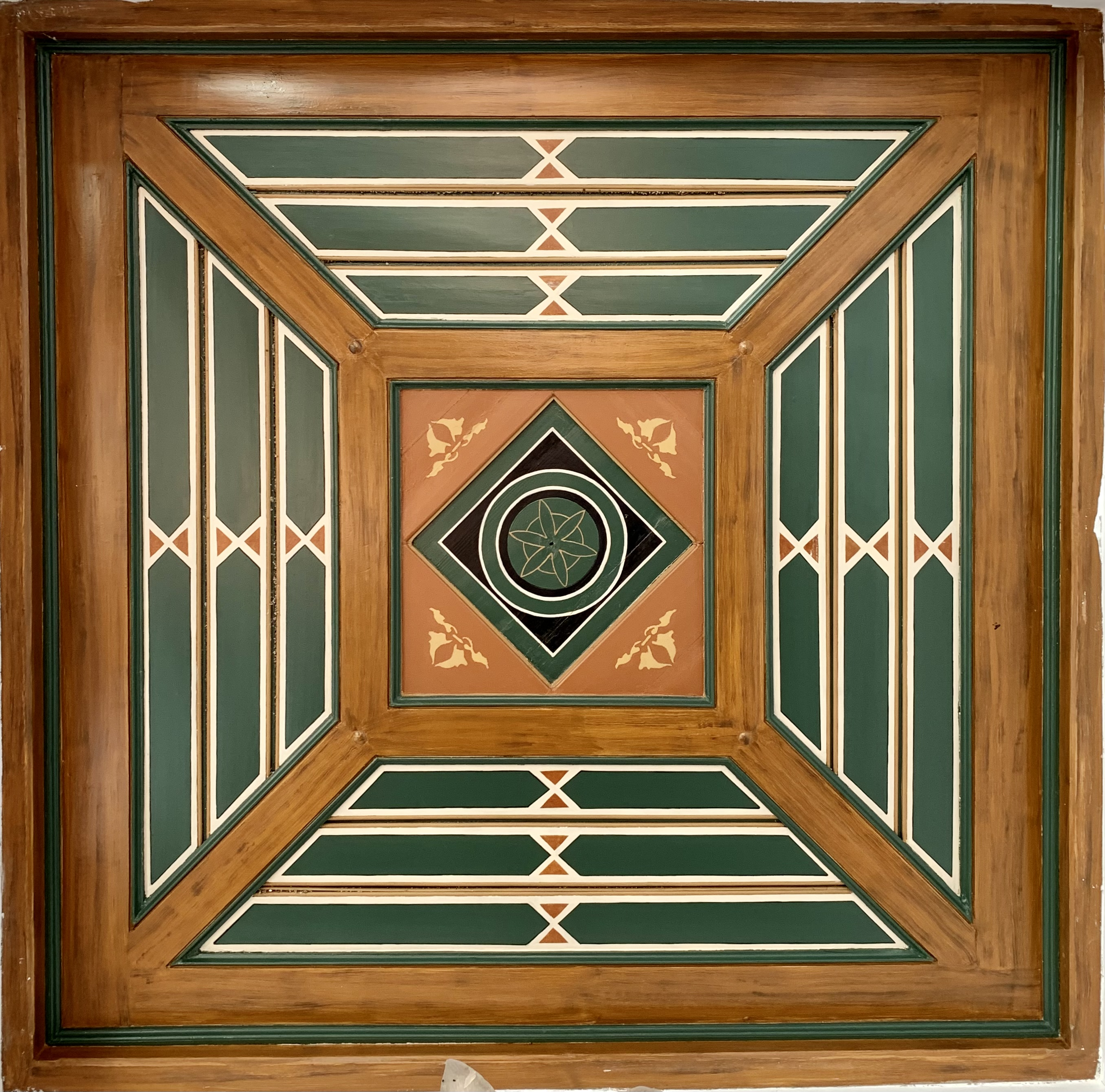
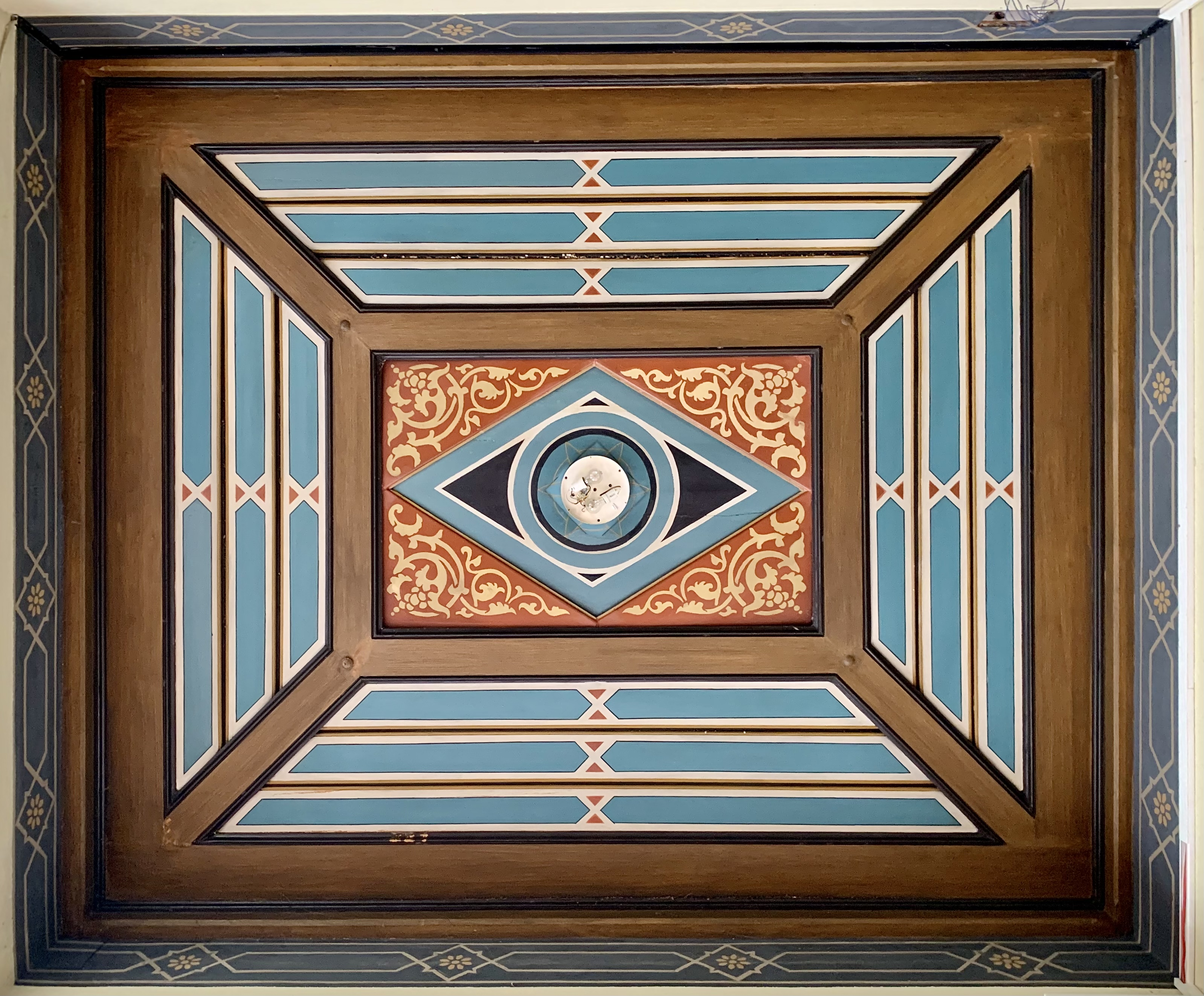
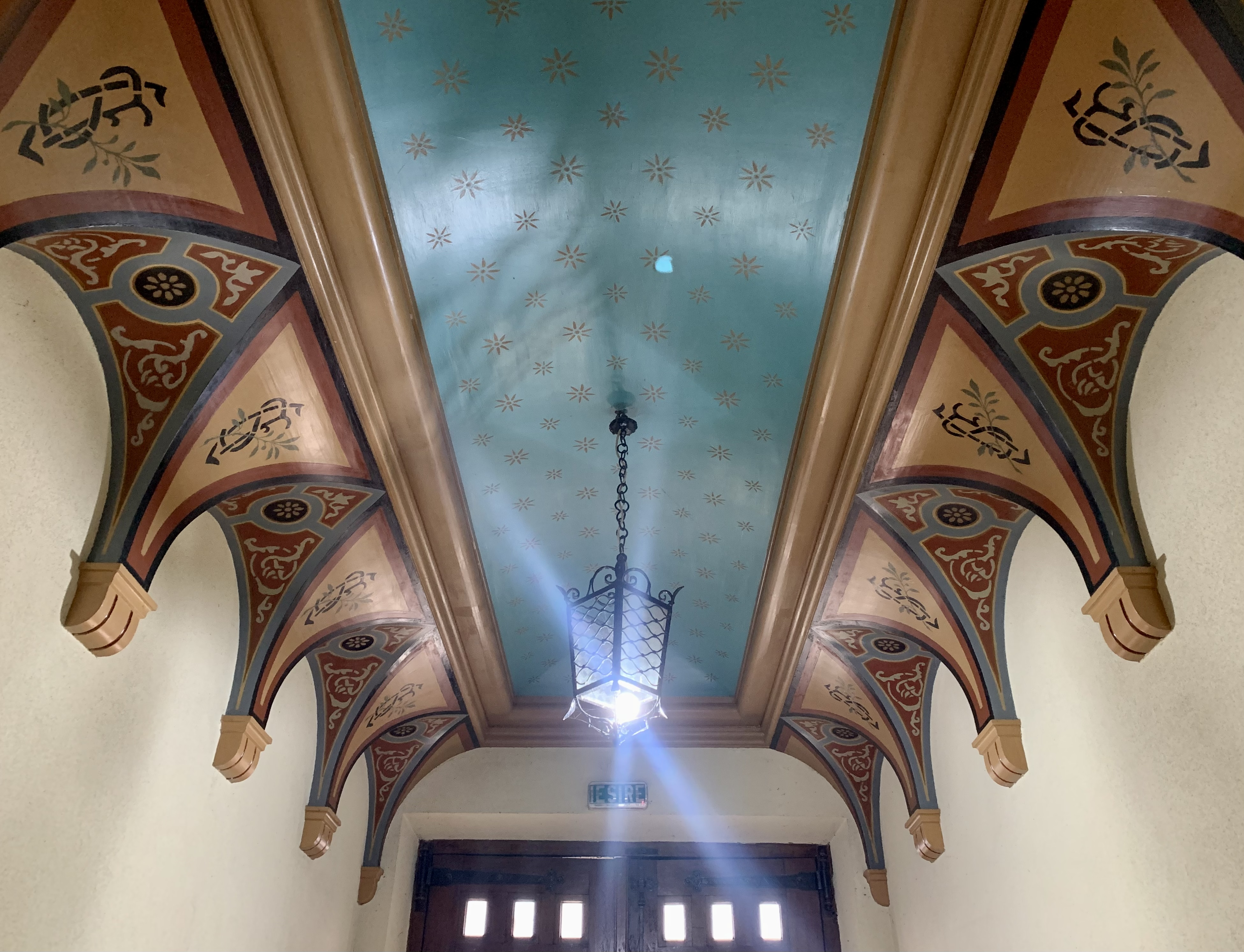
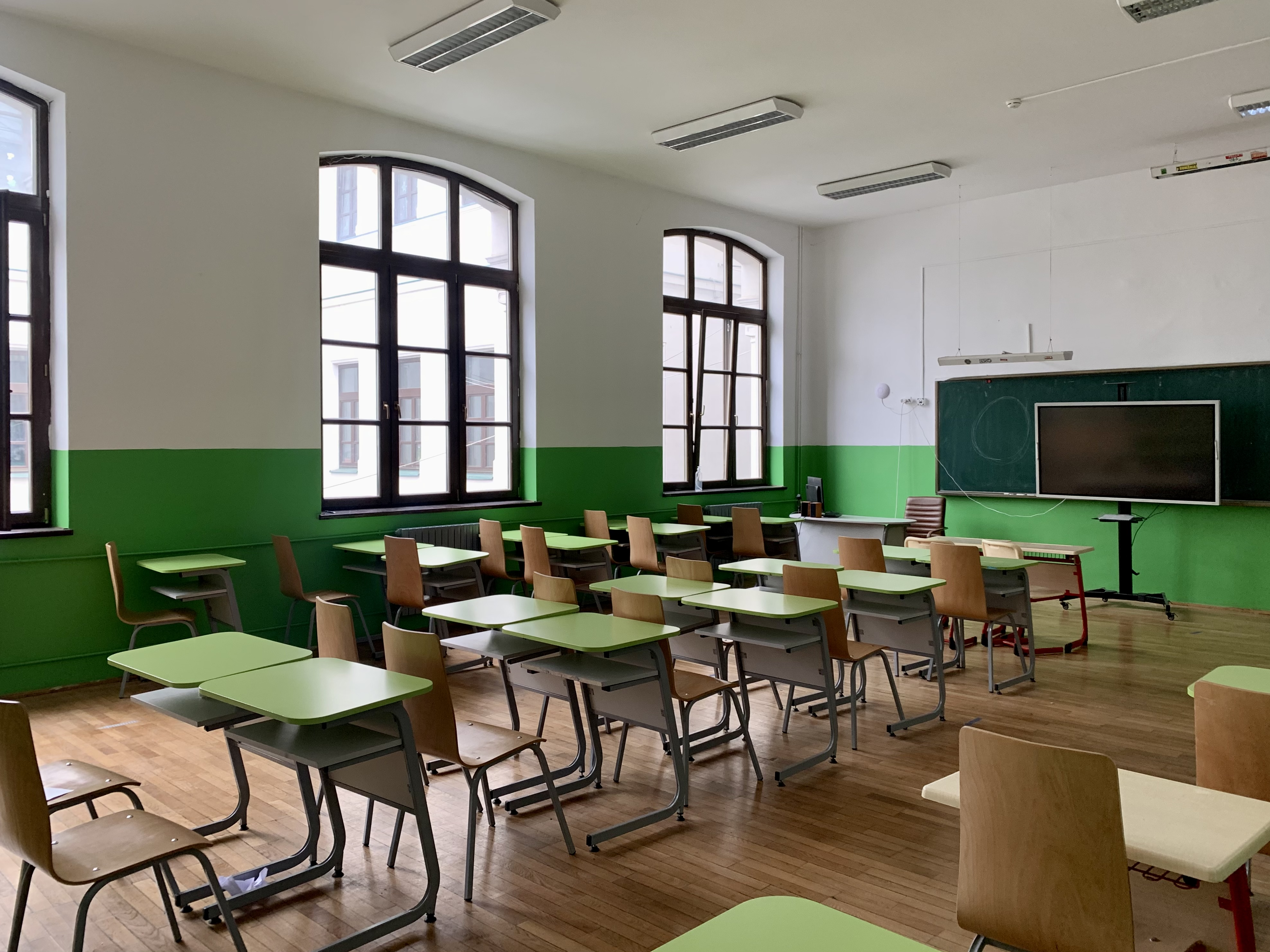
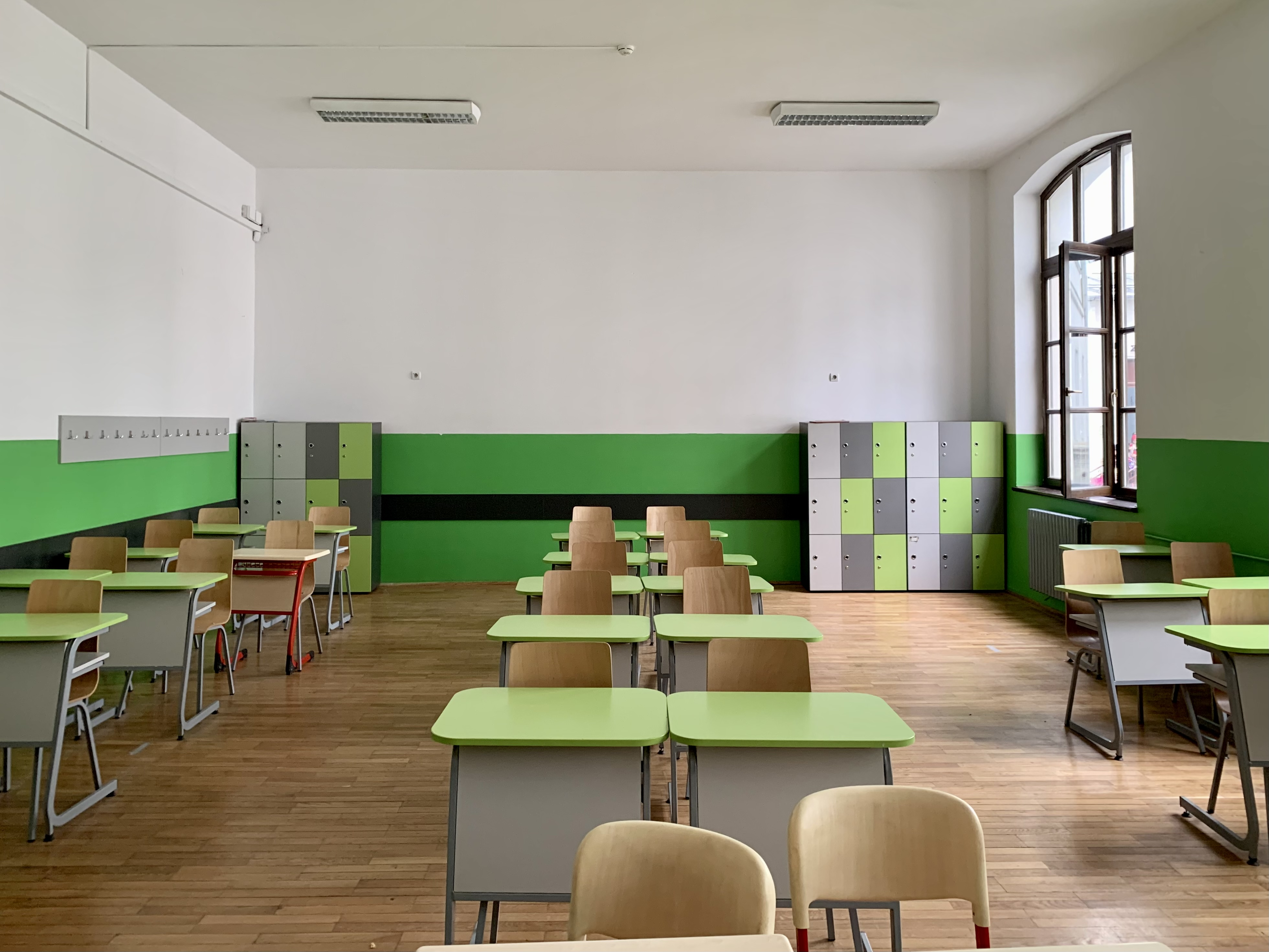

## Élèves célèbres
- Oana Pellea